# Walton (villa)
Walton es una villa ubicada en el condado de Delaware en el estado estadounidense de Nueva York. En el año 2000 tenía una población de 3,070 habitantes y una densidad poblacional de 368 personas por km².

## Geografía
Walton se encuentra ubicada en las coordenadas 42°10′11″N 75°7′49″O / 42.16972, -75.13028.

## Demografía
Según la Oficina del Censo en 2000 los ingresos medios por hogar en la localidad eran de $26,550, y los ingresos medios por familia eran $40,122. Los hombres tenían unos ingresos medios de $26,744 frente a los $19,839 para las mujeres. La renta per cápita para la localidad era de $16,269. Alrededor del 12.4% de la población estaban por debajo del umbral de pobreza.